# 比索卡鄉
45°30′N 26°42′E / 45.500°N 26.700°E
比索卡鄉（羅馬尼亞語：Comuna Bisoca, Buzău），是羅馬尼亞的鄉份，位於該國東南部，由布澤烏縣負責管轄，面積73平方公里，海拔高度810米，2007年人口2,870，人口密度每平方公里39人。